# Dirck Rembrantsz van Nierop

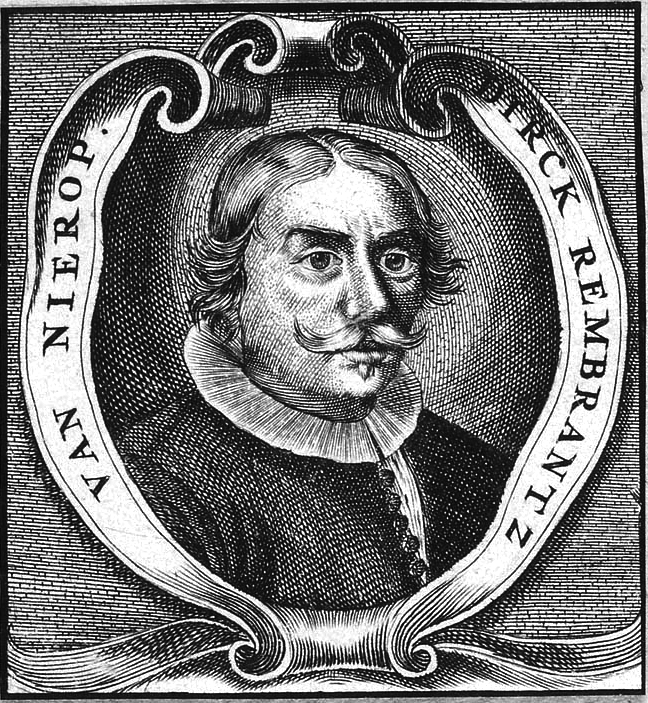
Dirk Rembrantsz. van Nierop

Dirck Rembrantsz van Nierop (* 1610 in Niedorp; † 4. November 1682 ebenda) war ein niederländischer Kartograph, Astronom, Mathematiker und Landvermesser des 17. Jahrhunderts.

## Leben
Dirck Rembrantsz van Nierop schrieb mehr als dreißig wissenschaftliche Bücher. Das Nieuw Dubbelt Nierper Graed-boeck wurde bis 1683 neun Mal aufgelegt. Die Nieropper Almanachen erschienen von 1655 bis 1683 jährlich. Dirck Rembrantsz van Nierop hat eines der Journale des Entdeckungsreisenden Abel Tasman herausgegeben. Außerdem war er einer der Spezialisten für Navigationsmittel der Niederländischen Ostindien-Kompanie. 
Auch hat er viele Sonnenuhren entwickelt. Als Lehrer hatte er sehr viele Steuermänner und Kapitäne. Zu seinen Schülern zählen:
- Jan Albertsz van Dam (Lehrer des Zaren Peter des Großen) (Hoorn, 1717)
- Pieter Rembrantsz van Nierop, Verfasser vieler Bücher, wie Almanache (Nieuwe Niedorp 1640 - Hoorn 1708), sein Neffe
- Cornelis Pietersz Neuvel, geboren in Niedorp, ab 1682 Buchhalter am Bauhof und Lehrer der Steuermannskunst in Emden
- Peter Maassen Smit, um 1680 Lehrer der Steuermannskunst in Blokzijl.

Er pflegte freundschaftliche oder geschäftliche Kontakte mit Christiaan Huygens, Nicolaas Witsen, Gerrit van Goedesbergh und René Descartes und unterhielt einen ausgedehnten wissenschaftlichen Briefwechsel, unter anderem mit Frans van Schooten, dem Gelehrten und Staatsmann Nicolaas Witsen, dem Danziger Astronomen Hevelius of Hevel und Christiaan Huygens. Sein Neffe Pieter Rembrantsz van Nierop gab einen Teil seines Briefwechsels 1653 bis 1682 heraus. Darunter ist auch ein Brief von Bagge Wandel aus Arendal in Norwegen, der ihn nach der Berechnung von Mondständen für 1665 fragt und ihm dafür drei Klafter Brennholz anbot.
Als Kartograph arbeitete er mit dem Entdeckungsreisenden Willem Hesselsz de Vlamingh zusammen. Die Europes Paskaart, eine Seekarte aus dem Jahre 1658, trägt seinen Namen.
Er blieb zeitlebens wohnhaft in seinem Geburtsort Niedorp (Westfriesischer Name Nierop). Angeblich war er ursprünglich Schuhmacher, doch das kann sich auch auf seinen Bruder beziehen.

## Werke
- Nederduytsche Astronomia. 1653
- Verklaringhe over de loop des Hemels, 1658
- Mathematische calculatie, 1659 (2te Auflage)
- Wiskonstige Musyka, 1659
- Nieuw Dubbelt Graed-Boeck, 1660 (von dem Buch erschienen 14 Auflagen, darunter 9 zu Lebzeiten von Nierop)
- Libro delos Grados, 1668
- Onderwijs der Zee-vaert 1670, Göttinger Digitalisierungszentrum
- Eenige Oefeningen in Godlijcke Wiskonstige dingen, 1674
- Nieropper Schatkamer 1676
- Des Aertrycks Beweging en de Sonne-stilstand, 1661

Er gab auch mit Willem de Vlaming Seekarten heraus.

## Werke (Koautor)
- Friesche Sterrekunst, 1652
- Kort onderwijs Der Horologien, 1665
- Rekeningh om te Waecken, 1674
- mit Nicolaas Witsen Noord en Oost Tartaryen, 1702, Göttinger Digitalisierungszentrum
- Eerste Beginzelen van de Arithmetica of Rekenkunst voor Amsterdamse schoolen, 1801

## Almanache
- Almanach zehn jahren 1651 Yale University, New Haven Connecticut (USA)
- Zaagmans almanach, 1673 Zeeuwse Bibliotheken Middelburg Zeeland Niederlande
- Nieropper almanach, 1674 Schifffahrtsmuseum Amsterdam Niederlande
- Almanach spanish geschrieben, Brown University, Providence Rhode Island USA
- Almanach acht jahren, 1681 Universität Amsterdam, Niederlande
- Almanach acht jahren, 1687 Universität Leiden
- Almanach acht jahren, 1690 Technische Universität Leiden, Niederlande

## Briefe
- Christiaan Huygens, Den Haag 27. April 1660, Universität Amsterdam Niederlande (Mathematik)
- Nicolaas Witsen, Amsterdam 9. Januar 1682, Universität Amsterdam Niederlande (Kartographie)
- Hendrik Lanschot, Middelburg 15. August 1982, Universität Amsterdam Niederlande (Astronomie)

## Ausstellungen
- Tijdgebonden Almanakken en Kalenders Koninklijke Bibliotheek Den Haag Niederlande 2000
- Abel Tasman / DR van Nierop Sydney Australia 2006
- Johan Hevelius / DR van Nierop Nederlands Uurwerkmuseum Zaandam Niederlande 2007
- Het vinden der Lengtegraad Oost en West Nederlands Uurwerkmuseum Zaandem Niederlande 2008
- Almanakken en oude prenten Regionaal Archief Alkmaar 2009